# 赫蒙 (紐約州普查規定居民點)
赫蒙（英語：Hermon）是位於美國紐約州聖羅倫斯縣的普查規定居民點。

## 人口
根據2020年美國人口普查的數據，赫蒙的面積為1.27平方千米，皆為陸地。當地共有人口436人，而人口密度為每平方千米343.31人。